# Gabriele II Malaspina
(Benedetto Dei, La Cronica dall’anno 1400 all’anno 1500, a cura di R. Barducci, Firenze, 1985, p.127)
Gabriele Malaspina (Fosdinovo, 1435-1438 – Fosdinovo, 3 febbraio 1508) è stato un nobile italiano. Figlio di Antonio Alberico I Malaspina, fu il sesto marchese di Fosdinovo.

## Biografia
Gabriele Malaspina era il figlio terzogenito del marchese di Fosdinovo Antonio Alberico I Malaspina (1398-1445).
Quando nel 1445 Antonio Alberico I Malaspina morì, il Marchesato di Fosdinovo, dal 1442 comprensivo di Massa, passò interamente al primogenito Giacomo I Malaspina, mentre Gabriele Malaspina, terzogenito, si andò a stabilire nelle terre di Verona. Gabriele era un uomo pratico al mestiere delle armi, che praticò per molti anni, anche se non mostrò mai di possedere particolari attitudini. È attestato che nel 1462 presenziò all'ambasciata veronese inviata a Venezia per congratularsi con il nuovo doge Cristoforo Moro.
A inizio 1467 si inasprirono i rapporti tra il primogenito ed il terzogenito, quando Gabriele cominciò a desiderare di partecipare in modo attivo al controllo dei possedimenti lunigianesi. Inoltre, se Giacomo era politicamente vicino agli Sforza di Milano, Gabriele si era invece avvicinato alla Repubblica Fiorentina e appoggiava Ludovico Fregoso nella lotta contro il duca di Milano Galeazzo Maria Sforza. Gabriele dimostrò in questa fase una forte politica filo-fiorentina e, dopo aver ottenuto Ortonovo, lo cedette a Firenze. Non solo: convinse persino Fregoso a vendere Sarzana e il resto della Signoria lunigianese a Firenze, accendendo l'ira nella famiglia degli Sforza nei confronti di Gabriele, ben protetto però da Firenze.
Sul finire dell'anno 1467, si arrivò ad una nuova suddivisione dei possedimenti che erano appartenuti ad Antonio Alberico I Malaspina. Tramite un lodo pronunciato da alcuni fosdinovesi il 17 novembre del 1467 e due atti compiuti dai due fratelli di Gabriele Giacomo I Malaspina e Spinetta Malaspina, il giorno dopo, Gabriele Malaspina venne proclamato Marchese di Fosdinovo col nome di Gabriele II Malaspina. Il nuovo Marchese avrebbe regnato fino al 3 febbraio 1508, data della sua morte. Oltre al feudo di Fosdinovo, Gabriele avrebbe dominato anche su Olivola e il suo castello, Bigliolo, Pallerone e annessi, Vallecchia e Robbiano (permutando con Spinetta questi territori con quelli del veronese) e per finire sulla terra di Bibola, ceduta dai Malaspina di Aulla poco dopo la morte di Antonio Alberico I Malaspina. Oltre a tutto ciò, ottenne anche la tenuta di famiglia di Ciglioli, nei pressi di San Miniato, e la casa di Pisa. In tutto, lo stato di Gabriele sarebbe stato formato da undici castelli, mentre quello coevo di Leonardo III Malaspina di Castel dell'Aquila da sette.
In questi anni alcuni edifici di Fosdinovo cominciarono a risentire del trascorrere del tempo: Gabriele II Malaspina restaurò completamente il Castello Malaspina, dopo che nel 1468 aveva scritto che era quasi in uno stato di rudere; Francesco Malaspina, sacerdote presso Roma, nel 1466 lasciò, alla sua morte, 100 ducati per restaurare la Chiesa di San Remigio e costruirvi l'altare di San Giovanni.
Gabriele II Malaspina, oltre che restaurare il castello, rinnovò il Trattato di Pace con Firenze nel 1468, dopo aver stipulato un primo contratto di accomandigia tra Gabriele e il nipote Leonardo III, da una parte, e Firenze dall'altra nel 1467, e dimostrò ancora, nei primi anni del suo Marchesato, la sua politica filo-fiorentina: nel 1471 militò insieme a Firenze nella guerra di Volterra (per la prima volta conducendo una battaglia al di fuori della Lunigiana; oltre ad un'altra campagna sempre a Volterra, ciò rimase un caso isolato); nel 1478, alla morte di Spinetta II marchese di Fivizzano, sostenne ancora una volta Firenze nella rivendicazione del feudo alto-lunigianese, in funzione anti-milanese, e difese e custodì Sarzana.
Firenze dimostrò altresì la sua amicizia con il Marchesato di Fosdinovo sostenendola nell'acquisizione di Ponzanello (1481), roccaforte prossima a Fosdinovo, ma che fino a quel momento non era ancora stata conquistata dai Malaspina. Nel 1482 indicò poi Gabriele II Malaspina e Leonardo III Malaspina (Marchese di Gragnola) legittimi eredi di una parte del vicariato di Fivizzano: Agnino, Ceserano, Magliano e Soliera al Marchesato di Fosdinovo; Castigliocello, Lucignano, Monte dei Bianchi e Regnano al Marchesato di Gragnola. Tale cessione ai due Marchesi Malaspina era però vincolata dalla decisione dei due di non rivendicare i castelli di Fivizzano, Comano, Groppo S. Piero, Montechiaro, Sassalbo e la Verrucola, centri che si erano ribellati alla Repubblica Fiorentina e che erano stati sottomessi da questa.
Successivamente, però, Gabriele II avrà degli attriti con Firenze, soprattutto quando nel 1494 rivendicò per se stesso Fivizzano, per secoli appartenuti ai suoi avi (che venne assalito da truppe francesi comandate da Carlo VIII di Francia, scortate dal Marchese di Fosdinovo stesso). Il clima idilliaco si era già andato a rovinare dopo che nel 1477 il Marchesato di Fosdinovo aveva perso il casale di Lusignana (ora nel Comune di Filattiera), che si era posto volontariamente sotto la Repubblica Fiorentina, al fine di ricevere capitolazioni vantaggiose. L'atto di aggressione del 1494 abrogò di fatto la concessione del 1482 e quindi i suddetti centri non rimasero sotto i Marchesati dei Malaspina, ma andarono sotto il vicariato fiorentino di Fivizzano.
Sempre sotto il suo Marchesato, che chiude il Medioevo fosdinovese, si ebbe la fondazione della Compagnia dei Battuti (diventata poi dei Bianchi) e la costruzione dell'Oratorio dei Bianchi (1468), così come l'incendio che nel 1501 distrusse proprio l'Oratorio e l'archivio della prima Chiesa di San Remigio. Nel 1507 scrisse il suo testamento, ricorrendo per la prima volta nella storia della sua famiglia all'istituzione di un fedecommesso, lasciando tutto ad unico figlio.  Il 3 febbraio 1508, infine, si spense e venne sepolto nella Chiesa di San Remigio.

### Politica matrimoniale esogamica di Gabriele
Al contrario della politica perseguita fino a quel momento dai Malaspina, Gabriele sviluppò una politica matrimoniale diversa, improntata più su matrimoni con famiglie importanti esterne alla propria, rispetto a quella (che comunque non lasciò mai del tutto) che voleva matrimoni tra consanguinei appartenenti alla stessa famiglia d'origine. Tra il 1469 e il 1477, infatti, diede la figlia Argentina in moglie a un figlio di Tommaso Soderini, Piero Soderini, il cui padre era il personaggio più influente di Firenze dopo i Medici. Successivamente stipulò un doppio matrimonio proprio con la famiglia di Lorenzo il Magnifico, dando in sposa al nipote Leonardo la nobildonna Aurante Orsini, sorella di Clarice Orsini, moglie di Lorenzo, e al figlio Galeotto una delle figlie della stessa Aurante, Zaffira, nata da un precedente matrimonio con Giovan Ludovico Pio di Carpi. L'anno dopo il doppio matrimonio, diede infine la mano della figlia Giovanna a Cosimo Rucellai, nipote del Magnifico.
In generale, le doti pagate da Gabriele per i discendenti che faceva maritare o ammogliare erano altissime, con valori compresi tra 4.000 e 5.000 fiorini. Per fare un paragone, solo qualche decina di famiglie a Firenze, Venezia e Genova si sarebbe potuta permettere una simile somma; al più una decina a Roma.

## Discendenza
Gabriele sposò prima del maggio 1452 Bianca Malaspina di Castel dell'Aquila (1439? - 1516), figlia di Mattea Bevilacqua e del marchese Galeotto Malaspina, a sua volta figlio di Leonardo I Malaspina, figlio di Galeotto I Malaspina e primo marchese di Castel dell'Aquila. Era dunque cugina di secondo grado di Gabriele e si sposarono quando Gabriele aveva quattordici anni. Anche la sorella maggiore, Caterina (1432? - dopo il 20 marzo 1500), sposò un discendente di Antonio Alberico I Malaspina, in particolare il secondogenito Lazzaro I Malaspina. In dote, Bianca portò a Gabriele beni e terre del Veronese. La fedele consorte assunse in prima persona la responsabilità di governare il piccolo stato nelle frequenti e lunghe assenze del marito, a cui sopravvisse di otto anni (morì nel 1516). Con lei ebbe una quindicina di figli, ma solo pochi sopravvissero ai genitori. I numeri sono in linea con quelli dei parenti suoi coevi, basti pensare che un lontano cugino di Gabriele, Azzone di Mulazzo (morto nel 1473) diede alla luce ben venticinque figli legittimi! Fra i figli di Gabriele, ricordiamo:
- Lazzaro I Malaspina (...-dopo il 6 giugno 1482), marchese di Olivola
- Galeotto II Malaspina (...-dopo il 1523), ottavo marchese di Fosdinovo (1508-1523)
- Giovanni Battista Malaspina (...-27 febbraio 1502), sposò Giovanna dei Rossi di Parma
- Lorenzo Malaspina (...-1533), settimo marchese di Fosdinovo (1508-1533)
- Argentina Malaspina (1462 - 24 marzo 1534), sposa del gonfaloniere della Repubblica Fiorentina Piero Soderini.
- Marco Malaspina (1466? - 23 maggio 1471)
- Giovanna Malaspina (maggio 1471 - 12 maggio 1501), sposa di Cosimo di Bernardo Rucellai e di Nannina de' Medici
- Clarice Malaspina (1473? - dopo il 6 luglio 1516), sposa di Federico Pallavicino, marchese di Zibello[1]

## Ascendenza
|                              |   |                    | Genitori |  |  | Nonni |  |  | Bisnonni             |  |  | Trisnonni             |  |
|                              |   |                    |          |  |  |       |  |  | Galeotto I Malaspina |  |  | Azzolino II Malaspina |  |
|                              |   |                    |          |  |  |       |  |  | Galeotto I Malaspina |  |  | Azzolino II Malaspina |  |
|                              |   | …                  |          |  |  |       |  |  | Galeotto I Malaspina |  |  |                       |  |
| Spinetta II Malaspina        |   |                    |          |  |  |       |  |  | Galeotto I Malaspina |  |  |                       |  |
|                              |   | Argentina Grimaldi | …        |  |  |       |  |  |                      |  |  |                       |  |
|                              |   | Argentina Grimaldi | …        |  |  |       |  |  |                      |  |  |                       |  |
|                              |   | Argentina Grimaldi | …        |  |  |       |  |  |                      |  |  |                       |  |
| Antonio Alberico I Malaspina |   | Argentina Grimaldi |          |  |  |       |  |  |                      |  |  |                       |  |
|                              |   | …                  | …        |  |  |       |  |  |                      |  |  |                       |  |
|                              |   | …                  | …        |  |  |       |  |  |                      |  |  |                       |  |
|                              |   | …                  | …        |  |  |       |  |  |                      |  |  |                       |  |
| Giovanna Gambacorti          |   | …                  |          |  |  |       |  |  |                      |  |  |                       |  |
|                              |   | …                  | …        |  |  |       |  |  |                      |  |  |                       |  |
|                              |   | …                  | …        |  |  |       |  |  |                      |  |  |                       |  |
|                              |   | …                  | …        |  |  |       |  |  |                      |  |  |                       |  |
| Gabriele II Malaspina        |   | …                  |          |  |  |       |  |  |                      |  |  |                       |  |
|                              | … | …                  |          |  |  |       |  |  |                      |  |  |                       |  |
|                              | … | …                  |          |  |  |       |  |  |                      |  |  |                       |  |
|                              | … | …                  |          |  |  |       |  |  |                      |  |  |                       |  |
| Bartolomeo Malaspina         | … |                    |          |  |  |       |  |  |                      |  |  |                       |  |
|                              |   | …                  | …        |  |  |       |  |  |                      |  |  |                       |  |
|                              |   | …                  | …        |  |  |       |  |  |                      |  |  |                       |  |
|                              |   | …                  | …        |  |  |       |  |  |                      |  |  |                       |  |
| Giovanna Malaspina           |   | …                  |          |  |  |       |  |  |                      |  |  |                       |  |
|                              |   | …                  | …        |  |  |       |  |  |                      |  |  |                       |  |
|                              |   | …                  | …        |  |  |       |  |  |                      |  |  |                       |  |
|                              |   | …                  | …        |  |  |       |  |  |                      |  |  |                       |  |
| Margherita Malaspina         |   | …                  |          |  |  |       |  |  |                      |  |  |                       |  |
|                              |   | …                  | …        |  |  |       |  |  |                      |  |  |                       |  |
|                              |   | …                  | …        |  |  |       |  |  |                      |  |  |                       |  |
|                              |   | …                  | …        |  |  |       |  |  |                      |  |  |                       |  |
|                              |   | …                  |          |  |  |       |  |  |                      |  |  |                       |  |